# Tony (插畫家)
Tony（1971年—），本名田中貴之，毕业于宫城县仙台市的美术专门学校，日本插畫家、原畫家、人物設計師。現任rpm有限公司執行董事。
原為廣告設計員，後來轉職為插畫家。因十八禁遊戲的繪畫原畫的工作較多而越趨知名。

## 作品一覽

### 一般遊戲
- 西風狂詩曲2：暴風雨（TEMPEST）（Softmax1998年12月17日發售，旭力亞2000年發售）[1]
- 小秘書Lina（Room with Lina）（株式會社Visual Lab1999年6月24日發售，遊戲橘子2000年9月26日發售）[2]
- 光明之淚
- 光明之風
- 光明之心
- 光明之刃
- 光明之舟
- 光明之響
- Exstetra

### 十八禁遊戲
- Partner ～世界上最重要的人～
- 阿爾卡娜 ～光與暗的幻夢～
- 御魂 ～忍～
- Ciel Limited Collector's Box ～Tony Illustration Games～
- After… -Story Edition-
- After…
- 空之色 水之色
- 幻夢館
- 真章 幻夢館
- 法蘭西少女
- Fault!!
- Fault!!A
- Fault!!S
- Fault!!SA

### 十八禁動畫
- Tony's女主角系列 女朋友是新娘候補生？（全2集）
- 空之色 水之色（全2集）
- Fault!!（全3集）

### 设定资料和原画集（含十八禁）
- 光明之风设定资料集
- Tony WORKS 空色水色/真章·幻梦馆 二作品原画集
- Tony Works 御魂 ～忍～/阿爾卡娜 ～光與暗的幻夢～ 二作品原画集
- Partner ～世界上最重要的人～ CG&原畫集

### 個人画集
- Tony's Art Works Graph I〜IV（台湾限定販售）
- COLLECT1 Tony同人畫集總集篇（C76販售）
- Tony線画集 Tony's Line ART works Vol.1 （C77由世嘉販售，光明系列線稿本）
- Tony's ARTworks from Shining Wind
- Tony WORKs Ciel編年史（十八禁，ISBN 978-4-86379-107-7）

## 外部連結
- T2 ART WORKS（页面存档备份，存于）
- Tony的X（前Twitter）
- http://www.sp-janis.com/（页面存档备份，存于）
- 光明之淚（页面存档备份，存于）
- 光明之風（页面存档备份，存于）
- Shining World（页面存档备份，存于）
- 仏蘭西少女～Une fille blanche～